# Baron du Saint-Empire
Un baron du Saint-Empire (en allemand : Reichsfreiherr) littéralement « seigneur libre » au sens d'affranchi et propriétaire d'une terre — est un ancien titre de noblesse propre au Saint-Empire romain germanique et qui perdura sans garder toutefois leur autonomie, dans les différents États souverains qui en découlèrent, comme l'Empire allemand, les États baltes, l'Autriche-Hongrie, et ce, jusqu’en 1918.
Ce titre équivaut à celui de baron et dans la hiérarchie nobiliaire impériale germanique, il est au-dessus de « Edelfrei » (« noble » au sens de gentilhomme) et « Ritter » (chevalier) et en dessous de « Graf » (comte) et « Herzog » (duc).

## Explications
Le baron du Saint-Empire bénéficiait de l’immédiateté impériale et d’un fief accordé par l’empereur en échange de services et donc d'une forme d'allégeance. On le désigne également Reichsfreiherr pour le différencier des personnes élevées au rang de Freiherr après 1806 (date de la dissolution de l'Empire) par des monarques régionaux. Les barons de l'empire étaient issus de la noblesse libre médiévale dont ils s'étaient extraits au XVe siècle. Ce corps de nobles libres s'était beaucoup manifesté pour obtenir un rang supérieur au-dessus des nobles médiats. Les plus riches d'entre eux ont été créés baron par l'empereur, donnant ainsi naissance au corps des barons de l'empire. Les autres ont pu accéder au titre de chevalier le siècle suivant.
Le titre de baron pouvait aussi ne se trouver associé qu'à un nom de famille sans assise territoriale. On parlait donc de noblesse honorifique qui avait rang sous les barons qui possédaient une baronnie immédiate. Toutefois, les barons du Saint-Empire étaient tous supérieurs en termes de préséance sur les autres noblesses germaniques.
L’épouse du Freiherr est appelée Freifrau ; une fille de Freiherr est appelée Freiin (forme abrégée de Freiherrin).
La noblesse est abolie en Allemagne et en Autriche depuis 1918. Au XXIe siècle, les titres sont considérés par la loi comme une partie du nom de famille et ils peuvent être ou ne pas être employés.
Une forme équivalente de ce titre est employée en Scandinavie : dans les langues scandinaves, il est orthographié friherre et vapaaherra en finnois.

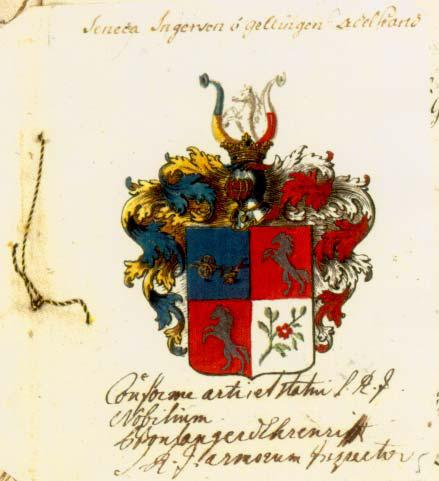
Armoiries du baron de Gelting et du Saint-Empire